# NGC 7776
NGC 7776 = IC 1514 ist eine Spiralgalaxie vom Hubble-Typ Sa im Sternbild Aquarius auf der Ekliptik. Sie ist schätzungsweise 408 Millionen Lichtjahre von der Milchstraße entfernt und hat einen Durchmesser von etwa 105.000 Lichtjahren.

Im selben Himmelsareal befindet sich u. a. die Galaxie NGC 7761.
Das Objekt wurde am 31. Oktober 1885 von Ormond Stone (als NGC gelistet) und am 19. September 1893 von Johann Palisa (als IC aufgeführt) entdeckt.